# Arnold Bode
Arnold Bode, född 23 december 1900 i Kassel, död 3 oktober 1977 i Kassel, var en tysk arkitekt, målare, formgivare och museikurator.
Arnold Bode arbetade mellan 1928 och 1933 som målare och universitetslektor i Berlin. När NSDAP kom till makten, tvingades han sluta sin tjänst. Efter kriget återvände han till hemstaden Kassel. Där organiserade han den första documenta-utställningen 1955. På den visades en bred överblick över 1900-talets konst på stora ytor på ett nyskapande sätt. Utställningen blev en succé utan motstycke och Arnold Bode stod bakom ytterligare tre documenta-utställningar.
Arnold Bode tilldelades Bundesverdienstkreuz 1974. Han är far till skulptören Renee Nele.